# Mimoscorpius pugnator
Genre
Espèce
Synonymes
- Thelyphonus pugnator Bulter, 1872
- Mastigoproctus liochirus Pocock, 1900

Mimoscorpius pugnator, unique représentant du genre Mimoscorpius, est une espèce d'uropyges de la famille des Thelyphonidae.

## Distribution
Cette espèce est endémique du Guatemala. Elle se rencontre dans les départements d'Escuintla, de Guatemala et de Santa Rosa.

## Description
Les mâles mesurent jusqu'à 46,0 mm et les femelles jusqu'à 38,53 mm.

## Publications originales
- Butler, 1872 : A monograph of the genus Thelyphonus. Annals and Magazine of Natural History, sér. 4, vol. 10, p. 200–206 (texte intégral).
- Pocock, 1894 : Notes on the Thelyphonidae contained in the collection of the British Museum. Annals and Magazine of Natural History, sér. 6, vol. 14, p. 120–134 (texte intégral).